# Ryan Leonard
Ryan Leonard, född 21 januari 2005, är en amerikansk professionell ishockeyforward som spelar för Washington Capitals i National Hockey League (NHL).
Han har tidigare spelat för Boston College Eagles i National Collegiate Athletic Association (NCAA) och Team USA i United States Hockey League (USHL).
Leonard draftades av Washington Capitals i första rundan i 2023 års draft som åttonde spelare totalt.
Han är bror till John Leonard.

## Statistik
| 2021–2022   | Team USA               | USHL        | 33 | 10 | 5  | 15  | 22 | — | — | — | — | — |
|             | U.S. National U17 Team |             | 26 | 10 | 10 | 20  | 43 | — | — | — | — | — |
|             | U.S. National U18 Team |             | 36 | 16 | 7  | 23  | 22 | — | — | — | — | — |
| 2022–2023   | Team USA               | USHL        | 17 | 11 | 9  | 20  | 18 | — | — | — | — | — |
|             | U.S. National U18 Team |             | 57 | 51 | 43 | 94  | 46 | — | — | — | — | — |
| 2023–2024   | Boston College Eagles  | NCAA        | 41 | 31 | 29 | 60  | 38 | — | — | — | — | — |
| 2024–2025   | Washington Capitals    | NHL         | 1  | 0  | 0  | 0   | 0  | — | — | — | — | — |
|             | Boston College Eagles  | NCAA        | 37 | 30 | 19 | 49  | 46 | — | — | — | — | — |
| NHL totalt  | NHL totalt             | NHL totalt  | 1  | 0  | 0  | 0   | 0  | — | — | — | — | — |
| NCAA totalt | NCAA totalt            | NCAA totalt | 78 | 61 | 48 | 109 | 84 | — | — | — | — | — |
| USHL totalt | USHL totalt            | USHL totalt | 50 | 21 | 14 | 35  | 40 | — | — | — | — | — |

### Internationellt
| Källa: Uppdaterad: 2025-04-02 | Källa: Uppdaterad: 2025-04-02 | Källa: Uppdaterad: 2025-04-02 |         | Utv = Utvisningsminuter | Utv = Utvisningsminuter | Utv = Utvisningsminuter | Utv = Utvisningsminuter | Utv = Utvisningsminuter |
| År                            | Lag                           | Mästerskap                    | Matcher | Mål                     | Assists                 | Poäng                   | Utv                     |                         |
| ----------------------------- | ----------------------------- | ----------------------------- | ------- | ----------------------- | ----------------------- | ----------------------- | ----------------------- | ----------------------- |
| 2022                          | USA                           | U18-VM                        | 6       | 5                       | 1                       | 6                       | 6                       |                         |
| 2023                          | USA                           | U18-VM                        | 7       | 8                       | 9                       | 17                      | 4                       |                         |
| 2024                          | USA                           | JVM                           | 7       | 3                       | 3                       | 6                       | 4                       |                         |
| 2024                          | USA                           | VM                            | 6       | 0                       | 1                       | 1                       | 2                       |                         |
| 2025                          | USA                           | JVM                           | 7       | 5                       | 5                       | 10                      | 12                      |                         |
| Junior totalt                 | Junior totalt                 | Junior totalt                 | 27      | 21                      | 18                      | 39                      | 26                      |                         |
| Senior totalt                 | Senior totalt                 | Senior totalt                 | 6       | 0                       | 1                       | 1                       | 2                       |                         |